# Jagdgeschwader 142 „Horst Wessel“
Das Jagdgeschwader 142 „Horst Wessel“ war ein Verband der Luftwaffe der Wehrmacht vor dem Zweiten Weltkrieg. Es war nach Horst Wessel benannt, einem Sturmführer der SA, der paramilitärischen Kampforganisation der NSDAP. Nachdem Wessel von KPD-Mitgliedern getötet worden war, stilisierte ihn die NS-Propaganda zu einem „Märtyrer der Bewegung“. Wessel war Verfasser des Horst-Wessel-Lieds, das kurz nach seinem Tod zur Parteihymne der NSDAP wurde. Von 1933 bis 1945 bildete es im Anschluss an das Deutschlandlied den zweiten Teil der deutschen Nationalhymne. Aufgrund dieses Ehrennamens waren die Geschwaderangehörigen berechtigt am rechten Unterarm einen Ärmelstreifen mit der Aufschrift „Geschwader Horst Wessel“ zu tragen.

## Geschichte
Der Geschwaderstab und die I. Gruppe des Jagdgeschwaders 142 bildeten sich im Rahmen der Aufrüstung der Luftwaffe am 1. November 1938 durch Umbenennung des Geschwaderstabes und der I. Gruppe des Jagdgeschwaders 134 in Dortmund-Brackel (Lage). Eine II. Gruppe entstand in Werl (Lage) aus der II. Gruppe des Jagdgeschwaders 134. Die III. Gruppe war in Lippstadt (Lage) stationiert und war die umbenannte IV. Gruppe des Jagdgeschwaders 134. Der Geschwaderstab und die I. bis III. Gruppe waren mit der Messerschmitt Bf 109D ausgestattet.
Am 1. Mai 1939 firmierten der Geschwaderstab, die I., die II. und die III. Gruppe zum Geschwaderstab, der I., der II. und der III. Gruppe des Zerstörergeschwaders 26 „Horst Wessel“ um. Damit hatte das Geschwader aufgehört zu bestehen.

## Kommandeure

### Geschwaderkommodore
| Dienstgrad | Name                    | Zeit                                |
| ---------- | ----------------------- | ----------------------------------- |
| Oberst     | Kurt-Bertram von Döring | 1. November 1938 bis 1. Januar 1939 |

### Gruppenkommandeure
I. Gruppe
- Oberstleutnant Hermann Frommherz, 1. November 1938 bis 1. Januar 1939[4]

II. Gruppe
- Major Friedrich Vollbracht, 1. November 1938 bis 1. Januar 1939[5]

III. Gruppe
- Hauptmann Johannes Schalk, 1. November 1938 bis 1. Januar 1939[6]

## Bekannte Geschwaderangehörige
- Karl Kaschka (1904–1941), war ein österreichischer Fechter und Teilnehmer an den Olympischen Sommerspielen 1936
- Walter Roos (1914–1975), war von 1969 bis 1973, als Generalmajor der Luftwaffe der Bundeswehr, Kommandeur des Wehrbereichs III